# 鬼冢虎
鬼冢虎是日本一家鞋子和衣服零售商，它是亞瑟士的下屬企業。鬼冢虎由鬼塚喜八郎于1949年创立，後來被亞瑟士收購。 1970年，近70%的美国跑者拥有至少一双鬼冢虎鞋。